# Дина Абдулазиз
Принцесса Дина аль-Джухани Абдулазиз — жена саудовского принца Султана ибн Фахда ибн Нассера ибн Абдул-Азиза Аль Сауда, владелец бутиков D’NA в Эр-Рияде и Дохе. В 2014 и 2015 году Абдулазиз включалась в BoF 500 — список 500 людей, формирующих индустрию мировой моды, по версии The Business of Fashion. В июле 2016 года было объявлено, что Абдулазиз станет первым главным редактором журнала Vogue Arabia.

## Биография
Родилась примерно в 1975 году в семье экономиста, жившего в Санта-Барбаре (Калифорния). В 1996 году познакомилась в Лондоне с саудовским принцем Султаном ибн Фахдом ибн Нассером ибн Абдул-Азизом Аль Саудом, за которого через два года вышла замуж. Для свадьбы заказала платье у Аззедина Алайи. Долгое время пара жила в Нью-Йорке на Верхнем Вест-Сайде, но затем переехала в Эр-Рияд. У них трое детей: дочь и два сына-близнеца.
В 2006 году Дина Абдулазиз открыла в Эр-Рияде свой бутик D’NA. Абдулазиз была одной из первых покупательниц коллекций Прабала Гурунга и Джейсона Ву, а также поддерживала молодых лондонских дизайнеров Эрдема, Роксанду Илинчич, Мэри Катранзу и Османа. В 2013 году открылся второй D’NA в Дохе, а в 2016 — интернет-бутик DNACHIC.com. В сентябре 2014 дизайнер аксессуаров Натали Трад в коллаборации с Абдулазиз представила капсульную коллекцию клатчей для D’NA.
В июле 2016 года издательство Condé Nast объявило, что Абдулазиз станет первым главным редактором Vogue Arabia — издания журнала Vogue, ориентированного на арабский мир. Ожидается, что первый онлайн-номер Vogue Arabia выйдет в октябре 2016, а первый печатный номер — весной 2017.